# Boysen (Familienname)
Boysen ist ein deutscher Familienname.

## Namensträger
- Audun Boysen (1929–2000), norwegischer Leichtathlet
- Ben Lukas Boysen, deutscher Komponist
- Carl Boysen (Landwirt) (1839–1906), deutscher Milchwirtschaftsfachmann und Schlachthofdirektor
- Carl Boysen (Handballspieler) (1912–2009), deutscher Polizist und Handballnationalspieler
- Claus Boysen (1938–2007), deutscher Schauspieler und Rezitator
- Friedrich August Boysen (1895–1975), deutscher Luftschifffahrtingenieur, Unternehmer und Gründer der Boysen Gruppe
- Friedrich Eberhard Boysen (1720–1800), deutscher evangelischer Theologe, Orientalist und Koran-Übersetzer
- Gert Boysen (1938–2024), deutscher Politiker (CDU)
- Hans-Jürgen Boysen (* 1957), deutscher Fußballspieler und -trainer
- Harro Schulze-Boysen (1909–1942), deutscher Offizier, Publizist und Widerstandskämpfer
- Hartmut Schulze-Boysen (1922–2013), deutscher Diplomat
- Heide Boysen-Tilly (1941–2014), deutsche Juristin, Rechtsanwältin und Richterin am Verfassungsgerichtshof des Freistaates Sachsen
- Ida Boysen (1889–1961), Chirurgin in Leipzig, Tochter des Bibliothekars Karl Boysen
- Jacqueline Boysen (* 1965), deutsche Buchautorin, Journalistin und Redenschreiberin
- Jasper Boysen (1765–1818), deutscher evangelischer Pastor und Propst
- Johannes Wilhelm Boysen (1834–1870), deutscher Lehrer und Autor
- Julie Boysen (1849–1931), deutsche Schulgründerin und -leiterin
- Karl Boysen (1852–1922), deutscher Bibliothekar
- Karsten Boysen (* 1938), venezolanischer Segler
- Kim-Pascal Boysen (* 1988), deutscher Fußballspieler
- Kurt Boysen (1933–2014), deutscher Jurist und Politiker
- Lia Boysen (* 1966), schwedische Schauspielerin
- Libertas Schulze-Boysen (1913–1942), deutsche Widerstandskämpferin, Mitglied der Widerstandsgruppe Rote Kapelle
- Margret Boysen (* 1967), deutsche Geologin und Schriftstellerin
- Markus Boysen (* 1954), deutscher Filmschauspieler
- Monika Boysen, deutsche Schauspielerin
- Nicolaus Theodor Boysen (1797–1885), Probst und Abgeordneter der schleswig-holsteinischen Landesversammlung
- Nils Boysen (* 1972), deutscher Betriebswirtschaftswissenschaftler
- Oliver Boysen (* 1972), deutscher Schauspieler und Sprecher
- Otto Boysen (1842–1911), deutscher Guts-/Mühlenbesitzer und Politiker, Mitglied des Preußischen Abgeordnetenhauses
- Paul Boysen (1803–1886), deutscher Politiker, Oberbürgermeister von Hildesheim
- Peer Boysen (* 1957), deutscher Regisseur und Bühnenbildner
- Peter Adolf Boysen (1690–1743), deutscher evangelischer Theologe, Philosoph und Historiker
- Rolf Boysen (1920–2014), deutscher Schauspieler
- Rudolph Boysen (1895–1950), US-amerikanischer Pflanzenzüchter
- Sigrid Boysen (* 1972), deutsche Rechtswissenschaftlerin und Hochschullehrerin
- Søren Boysen (* 1950), dänischer Kanute
- Werner Boysen (* 1961), deutscher Unternehmensberater und Autor
- Wolf Boysen (1889–1971), deutscher Generalleutnant der Wehrmacht

Siehe auch:
- Boysen (Familie)
- Schulze-Boysen